# Bukovčak
Bukovčak – wieś w Chorwacji, w żupanii zagrzebskiej, w mieście Velika Gorica. W 2011 roku liczyła 65 mieszkańców.